# ایینله
آئینله، روستایی از توابع بخش مرکزی شهرستان سنقر در استان کرمانشاه ایران است. این روستا بسیار خوش آب و هوا و طبیعت زیبایی دارد و در کوهستان محصور است. مردم این روستا عمدتا و اصالتاً از ايل زنگنه می‌باشند و گفته شده مردم اصیل روستا در اواخر سلسله قاجار یعنی حدوداً ۱۵۰ سال پیش از ایل زنگنه جدا شده و به این روستا و روستاهای خیاران گلویج زنگنه عباس‌آباد و بلوطستان نقل مکان کردند.و عده زیادی از اهالی روستا از روستای دره خلیل دینور به اینجا آمده و یک خانواده بزرگ دیگر روستا هم از روستای گشکی کامیاران هستند. این روستا بسیار تاریخی است که قدمتش به زمان مادها می‌رسد. شغل اهالی این روستا کشاورزی و بیشتر دامداری می‌باشد در سالهای اخیر به باغداری نیز مشغولند

## جمعیت
این روستا در دهستان سراب بخش مركزي شهرستان سنقر قرار دارد و بر اساس سرشماری مرکز آمار ایران در سال ۱۳۸۵، جمعیت آن ۱۸۳ نفر (۵۴خانوار) بوده‌است.این روستا طبیعتی بسیار زیبا و بکر دارد. روستا بر کوهپایه کوه کمرعلی بناشده، که در بین اهالی مقدس است و در قدیم نظرگاه بوده. بنا به گفته اهالی قدمگاه علی بن ابی طالب است. 